# Simferopol
Simferopol (en ukrainien : Сімферополь, en russe : Симферополь, c'est-à-dire « la cité du bien commun » ; en tatar de Crimée : Aqmescit, c'est-à-dire « la mosquée blanche ») est la capitale de la république autonome de Crimée, en Ukraine, et le centre administratif de la municipalité de Simferopol. Elle est occupée par la Russie depuis 2014. Sa population s'élevait à 337 285 habitants en 2013.

## Géographie
Simferopol est arrosée par le petit fleuve Salhir. Elle se trouve à 60 km au nord-est de Sébastopol et à 666 km — 924 km par chemin de fer et 780 km par la route — au sud-est de Kiev.

## Administration
Simferopol fait partie de la municipalité de Simferopol qui comprend également les communes urbaines d'Aeroflotskyï, Ahrarne, Hressivskyï et Komsomolske, et le village de Bitoumne. La municipalité est subdivisée en trois raïons : raïon de Kiev, central et du chemin de fer.

## Histoire

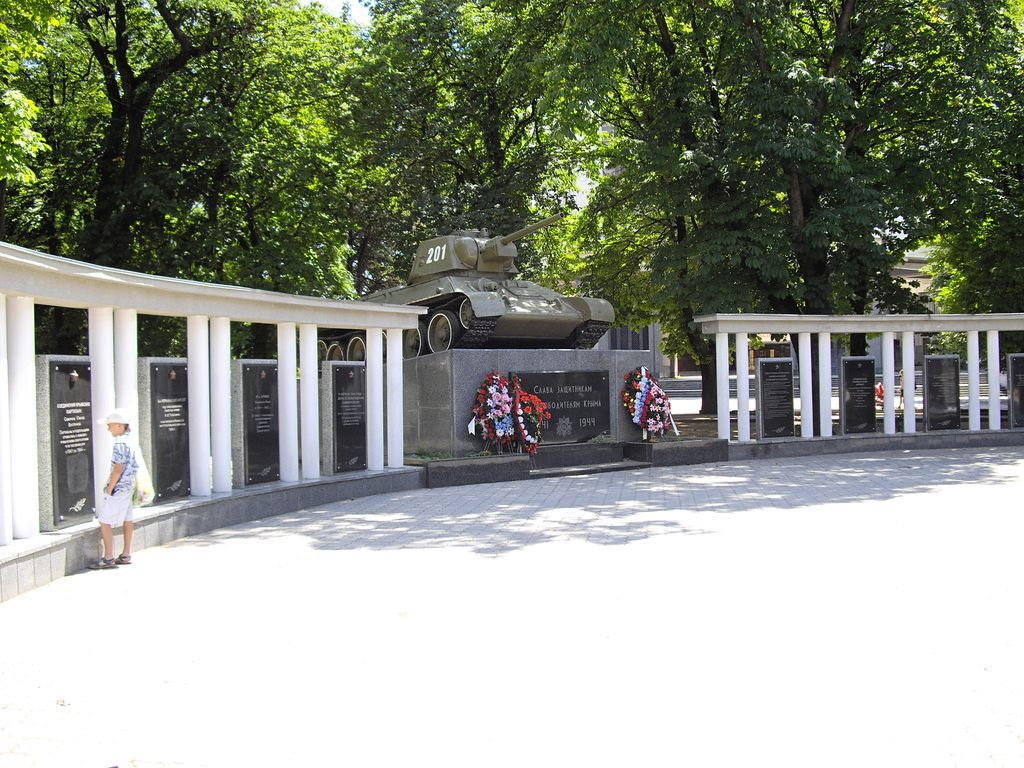
Mémorial du Tank, en hommage à la libération de Simféropol.

Les origines de la ville remontent aux Scythes, qui en firent la capitale de la Crimée scythéienne. Plus tard, les Tatars de Crimée bâtirent une ville, Aqmescit, à l'emplacement de la ville moderne de Simferopol.
Les Russes rebaptisèrent la ville Simféropol en 1784, après la conquête de la Crimée par Catherine II. En 1802, Simferopol devint le centre administratif du gouvernement de Tauride. Durant la guerre de Crimée (1854-1856), l'armée russe y logeait et un hôpital y fut construit. Plus de 30 000 soldats russes furent enterrés à proximité de la ville.
Durant le XXe siècle, Simféropol fut une nouvelle fois touchée par les guerres dans la région. À la fin de la guerre civile russe s'y trouvait le quartier général du général Wrangel, chef de l'Armée blanche anti-bolchévique. Le 13 novembre 1920, l'Armée rouge s'empara de la ville et le 18 octobre 1921, Simféropol devint la capitale de la république socialiste soviétique autonome de Crimée.
Durant la Seconde Guerre mondiale, Simféropol fut occupée par la Wehrmacht du 1er novembre 1941 au 13 avril 1944. Plus de 22 000 habitants, pour la plupart russes et juifs y furent massacrés. Le 13 décembre 1941, l'Einsatzgruppe D, sous les ordres d'Otto Ohlendorf assassina 14 300 habitants de Simféropol. Le Mémorial du Tank, érigé en juin 1944 rappelle la libération de la ville.
En 1944, Staline supprima la république socialiste soviétique autonome de Crimée en lui substituant l'oblast de Crimée, dont Simféropol était la capitale. Dix ans plus tard, Nikita Khrouchtchev transféra administrativement l'oblast de Crimée de la RSFS de Russie à la RSS d'Ukraine.
Après la dislocation de l'Union soviétique, en 1991, Simféropol devint en 1995 la capitale de la république autonome de Crimée, faisant partie de l'Ukraine indépendante. Sa population est alors principalement composée de Russes et d'importantes minorités ukrainiennes et tatares. 
Entre février et mars 2014 la ville est conquise par l'armée russe durant la campagne d'annexion de la Crimée par la Russie en 2014.
Par la suite, le 16 mars 2014, à la suite d'un référendum condamné par l'Assemblée générale de l'ONU, Simféropol devient la capitale d'une république de Crimée indépendante immédiatement annexée à la fédération de Russie.

## Population
Recensements (*) ou estimations de la population :
| 1858   | 1873   | 1897*  | 1923*  | 1926*  |
| ------ | ------ | ------ | ------ | ------ |
| 25 900 | 39 000 | 49 078 | 70 203 | 86 145 |

| 1939*   | 1959*   | 1970*   | 1979*   | 1989*   |
| ------- | ------- | ------- | ------- | ------- |
| 142 634 | 187 623 | 249 053 | 301 505 | 343 565 |

| 2001*   | 2010    | 2011    | 2012    | 2013    |
| ------- | ------- | ------- | ------- | ------- |
| 343 644 | 336 588 | 336 330 | 335 582 | 337 285 |

Le taux de natalité en 2012 était de 12,8 % avec 4549 naissances (contre un taux de natalité de 12,1 % en 2011 pour 4297 naissances) tandis que le taux de mortalité lui était de 13,1 % avec 4687 décès (contre un taux de mortalité de 14,0 % en 2011 pour 4981 décès).

### Structure par âge
0-14 ans: 15.0 %  (homme 27,523/femme 25,705)
15-64 ans: 73.0 %  (homme 114,822/femme 138,590)
65 ans et plus: 14.0 %  (homme 15,771/femme 34,360) (2013 officiel)

## Transports
La gare de Simferopol est un nœud de communication important pour la Crimée. Jusqu’en janvier 2015, les liaisons longues distances transitaient par l’isthme de Perekop, date à laquelle les autorités ukrainiennes ont fermé la frontière aux trains internationaux. Le trafic a repris en décembre 2019, avec l’ouverture du pont de Crimée au trafic ferroviaire. 
La ville possède aussi un aéroport international avec un trafic annuel de cinq millions de passagers et l'aéroport de Zavodske.

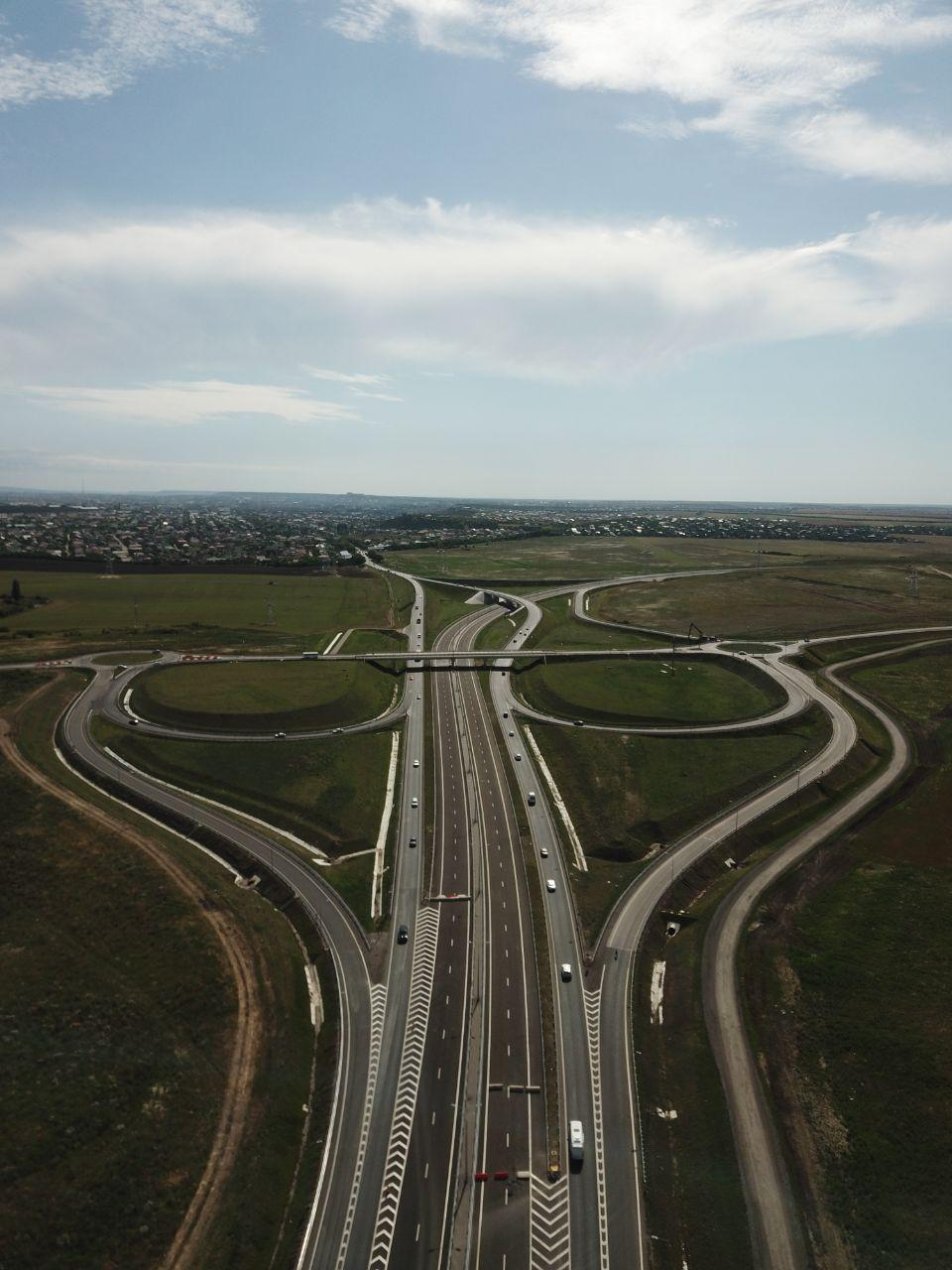
Route A-291 (Sébastopol - Kertch - A290) construite entre 2017 et 2020 dans l'est de la ville.

Simferopol est reliée à Sébastopol par la route M-23, longue de 62 km et une ligne ferroviaire régionale.
Le trolleybus de Crimée, la plus longue ligne de trolleybus du monde (86 km), relie Simferopol à Alouchta et à Yalta, sur la côte méridionale de la Crimée.

## Climat
Le climat de Simferopol est de type continental humide (catégorie Cfa de la classification de Köppen). Les hivers sont frais et les étés chauds avec des températures moyennes comprises pour ces deux saisons respectivement entre 0 °C et 2 °C et entre 19 °C et 22 °C. La neige recouvre le sol en moyenne 32 jours par an. Le climat est ensoleillé. Le nombre moyen d'heures d'ensoleillement par an s'élève à 2 469, valeur inférieure à celle de Nice (2 694 h/an), mais supérieure à celle de Paris (1 797 h/an).
- Température record la plus froide : −25,2 °C (janvier 2006)
- Température record la plus chaude : 39,3 °C (juillet 1971)
- Nombre moyen de jours avec de la neige dans l'année : 35
- Nombre moyen de jours de pluie dans l'année : 115
- Nombre moyen de jours avec de l'orage dans l'année : 25
- Nombre moyen de jours avec tempête de neige dans l'année : 6

| Mois                                        | jan.      | fév.       | mars       | avril      | mai       | juin      | jui.      | août      | sep.      | oct.       | nov.       | déc.       | année      |
| ------------------------------------------- | --------- | ---------- | ---------- | ---------- | --------- | --------- | --------- | --------- | --------- | ---------- | ---------- | ---------- | ---------- |
| Température minimale moyenne (°C)           | −2,9      | −2,6       | 0,4        | 4,8        | 9,9       | 14,5      | 17        | 16,6      | 12,1      | 7,2        | 2,7        | −0,8       | 6,6        |
| Température moyenne (°C)                    | 0,4       | 1,1        | 4,8        | 10,2       | 15,6      | 20,2      | 23        | 22,8      | 17,6      | 11,8       | 6,4        | 2,4        | 11,4       |
| Température maximale moyenne (°C)           | 4,1       | 5,5        | 10,2       | 16,3       | 21,9      | 26,5      | 29,8      | 29,7      | 24        | 17,5       | 11,1       | 6,1        | 16,9       |
| Record de froid (°C) date du record         | −26 1950  | −30,3 1911 | −18,4 1945 | −11,1 1931 | −8,4 1912 | 0,7 1913  | 3,6 1912  | 3,8 1944  | −5,1 1902 | −11,4 1912 | −21,7 1902 | −23,2 1948 | −30,3 1911 |
| Record de chaleur (°C) date du record       | 20,4 2010 | 21,9 1925  | 28,7 1940  | 31,5 1975  | 34,2 1985 | 37,7 2009 | 39,3 1971 | 39,5 2010 | 37,2 1994 | 33,3 1952  | 28 1926    | 25,4 2008  | 39,5 2010  |
| Ensoleillement (h)                          | 75,1      | 103,2      | 164,2      | 218,6      | 298,5     | 315,9     | 349,8     | 319,2     | 253,9     | 187,7      | 115,7      | 75,5       | 2 477,3    |
| Précipitations (mm)                         | 42        | 34         | 36         | 33         | 40        | 58        | 39        | 47        | 40        | 45         | 44         | 43         | 501        |
| dont neige (cm)                             | 1         | 2          | 1          | 0          | 0         | 0         | 0         | 0         | 0         | 0          | 0          | 1          | 5          |
| Record de pluie en 24 h (mm) date du record | 29 1953   | 32 1908    | 30 1973    | 43 1938    | 96 2015   | 101 1940  | 119 1906  | 119 2004  | 44 1985   | 42 1934    | 59 1910    | 43 1925    | 119 1906   |
| Nombre de jours avec précipitations         | 12        | 11         | 11         | 11         | 10        | 11        | 8         | 7         | 10        | 11         | 13         | 14         | 129        |
| Humidité relative (%)                       | 85        | 81         | 76         | 69         | 68        | 67        | 63        | 63        | 69        | 76         | 82         | 84         | 74         |
| Nombre de jours avec neige                  | 11        | 11         | 7          | 1          | 0         | 0         | 0         | 0         | 0         | 1          | 4          | 9          | 44         |
| Nombre de jours d'orage                     | 0,3       | 0,1        | 0,4        | 1          | 4         | 8         | 7         | 6         | 5         | 1          | 1          | 0,2        | 34         |
| Nombre de jours avec brouillard             | 10        | 8          | 8          | 6          | 4         | 2         | 1         | 1         | 2         | 6          | 8          | 10         | 66         |

| Diagramme climatique                                  |           |           |           |           |            |          |            |          |           |           |           |
| J                                                     | F         | M         | A         | M         | J          | J        | A          | S        | O         | N         | D         |
| 4,1−2,942                                             | 5,5−2,634 | 10,20,436 | 16,34,833 | 21,99,940 | 26,514,558 | 29,81739 | 29,716,647 | 2412,140 | 17,57,245 | 11,12,744 | 6,1−0,843 |
| Moyennes : • Temp. maxi et mini °C • Précipitation mm |           |           |           |           |            |          |            |          |           |           |           |

## Patrimoine
L'Académie de médecine Gueorguievski.

### Sculptures
- Assemblée de la noblesse de Simféropol, construite en 1848, aujourd'hui locaux de l'université de la culture
- Obélisque de Dolgorouki, érigé le 29 septembre 1842 en mémoire de la campagne contre les Turcs (1768-1771)
- Obélisque des Gardes-Rouges, érigé en 1957 (square du Komsomol, entre les rues Gogol et Samokich)
- Mémorial du Tank, érigé le 3 juin 1944, deux mois après la libération[4] de la ville par l'Armée rouge
- Statue de Souvorov, au bord du Salguir, érigée en 1984 (à la place d'une ancienne statue de Souvorov de 1951)
- Statue de Pouchkine (en mémoire de son séjour de 1820), érigée en 1967 par A. Kovalev
- Statue de l'écrivain Constantin Treniov, érigée dans le square éponyme en 1958
- Mémorial de Christian von Steven (à l'emplacement de son ancienne maison), sur la rive droite du Salguir
- Tombe du Soldat inconnu (parc Gagarine) avec la flamme éternelle, érigée en 1975
- Statue de Lénine, érigée en 1961 devant la gare par la sculptrice Nina Petrova
- Statue de Lénine, érigée en 1967 place Lénine par le sculpteur Vassili Stamov
- Statue de Tchaïkovski
- Monument de Catherine II érigé en 2016, copie d'un groupe sculpté élevé en 1890 et démantelé en 1921.

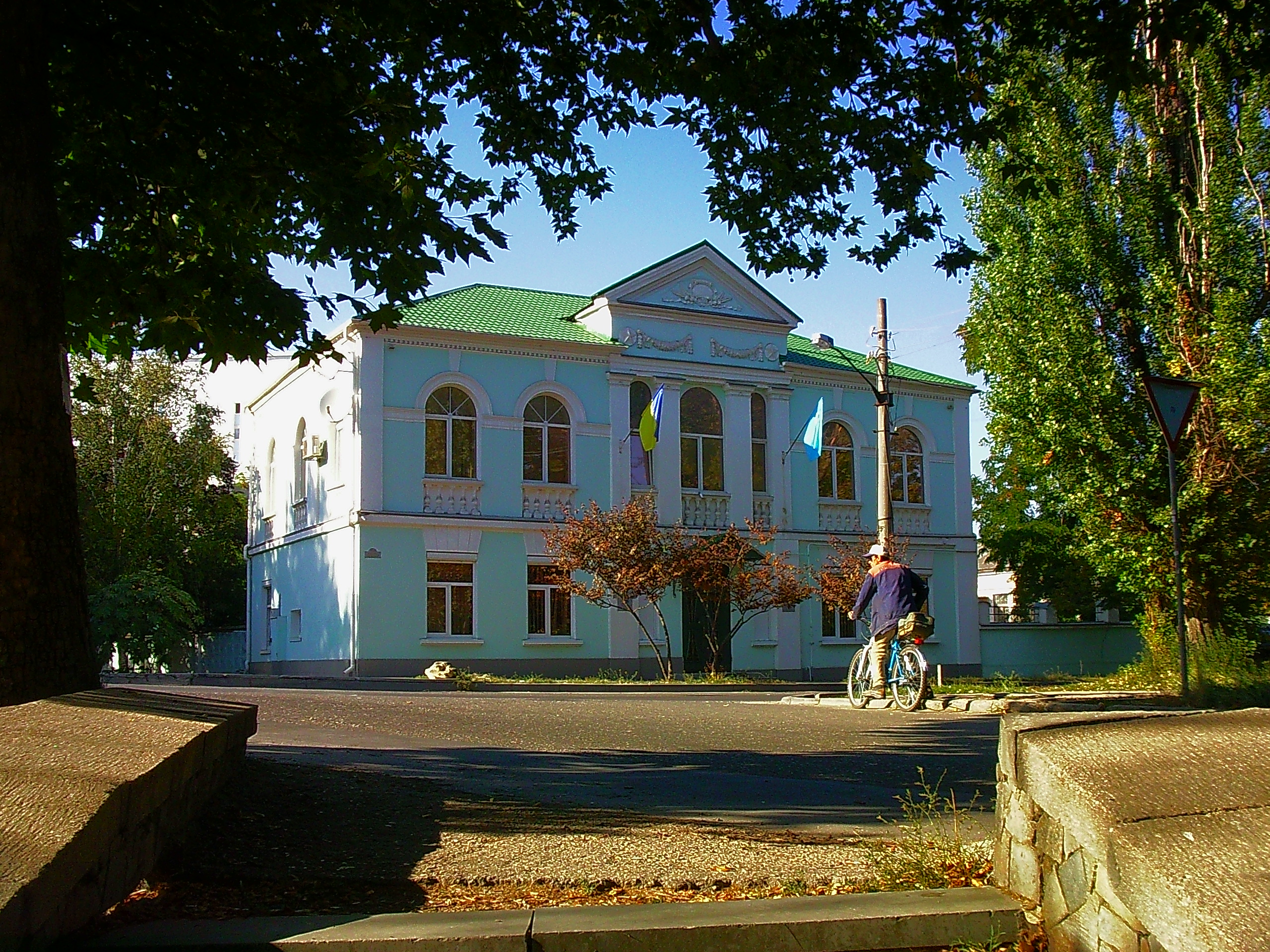
Kurultaï du peuple tatare de Crimée classé[5].
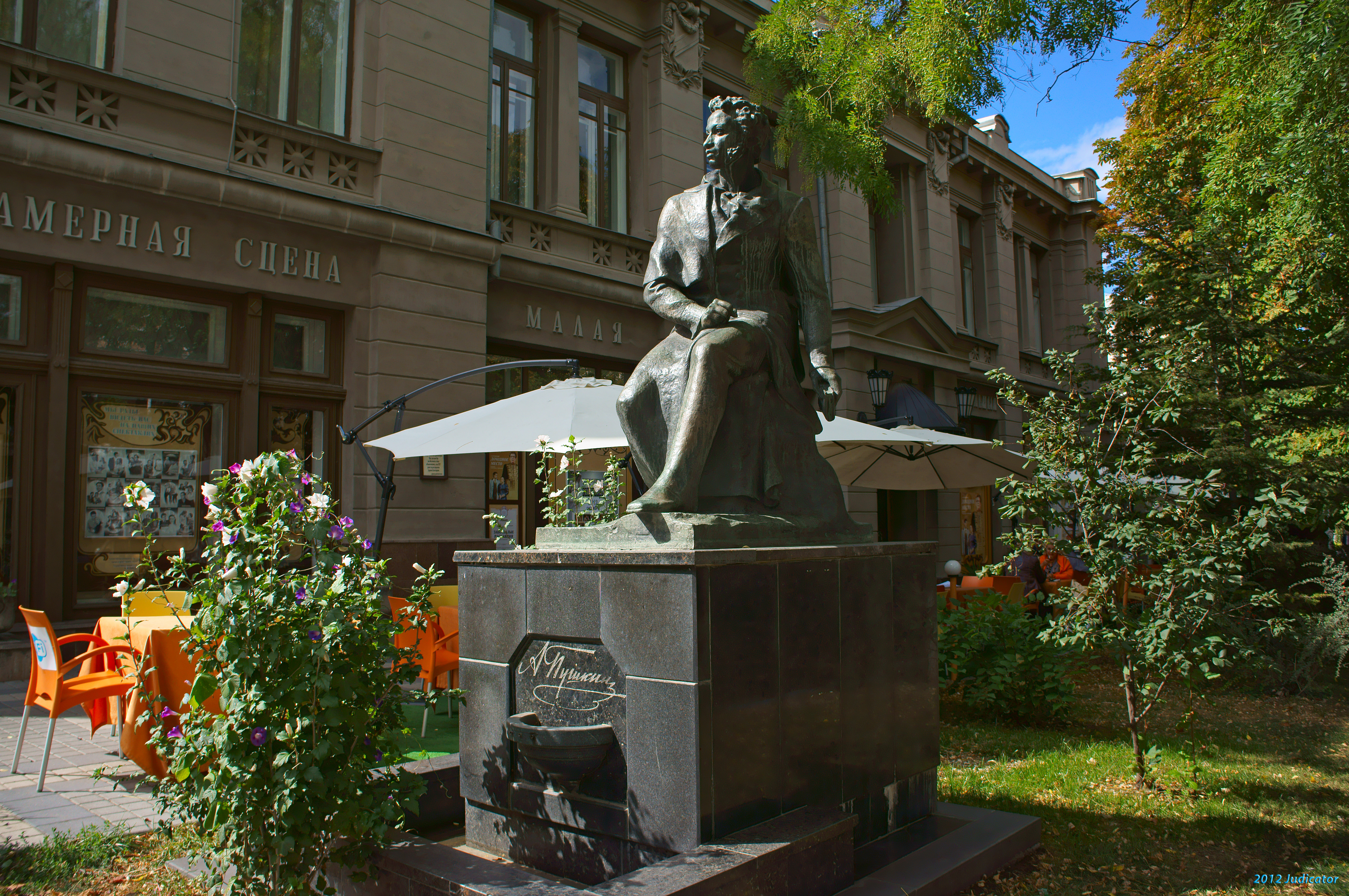
Statue de Pouchkine, en face du théâtre dramatique russe.
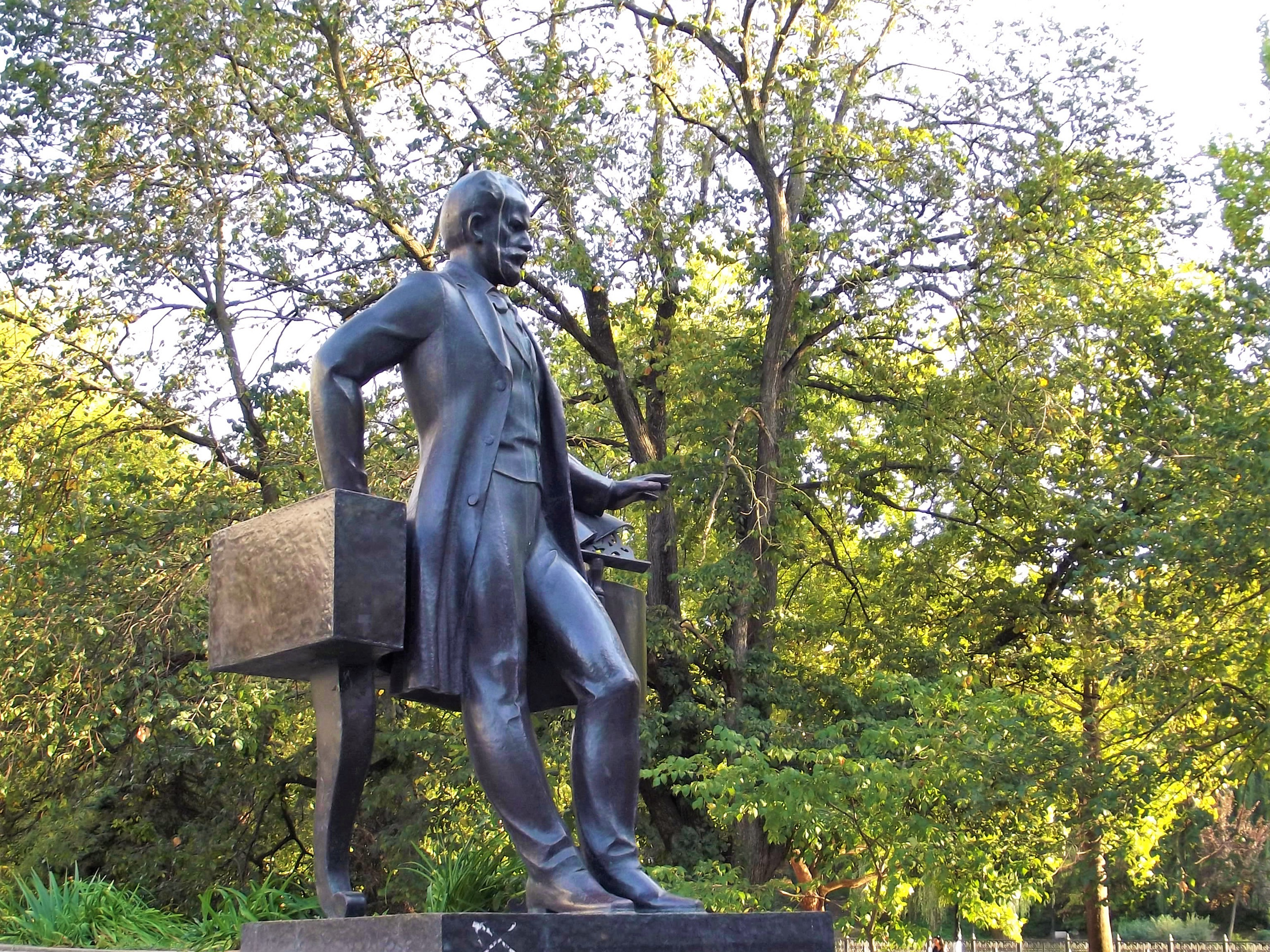
Statue de Tchaïkovski.
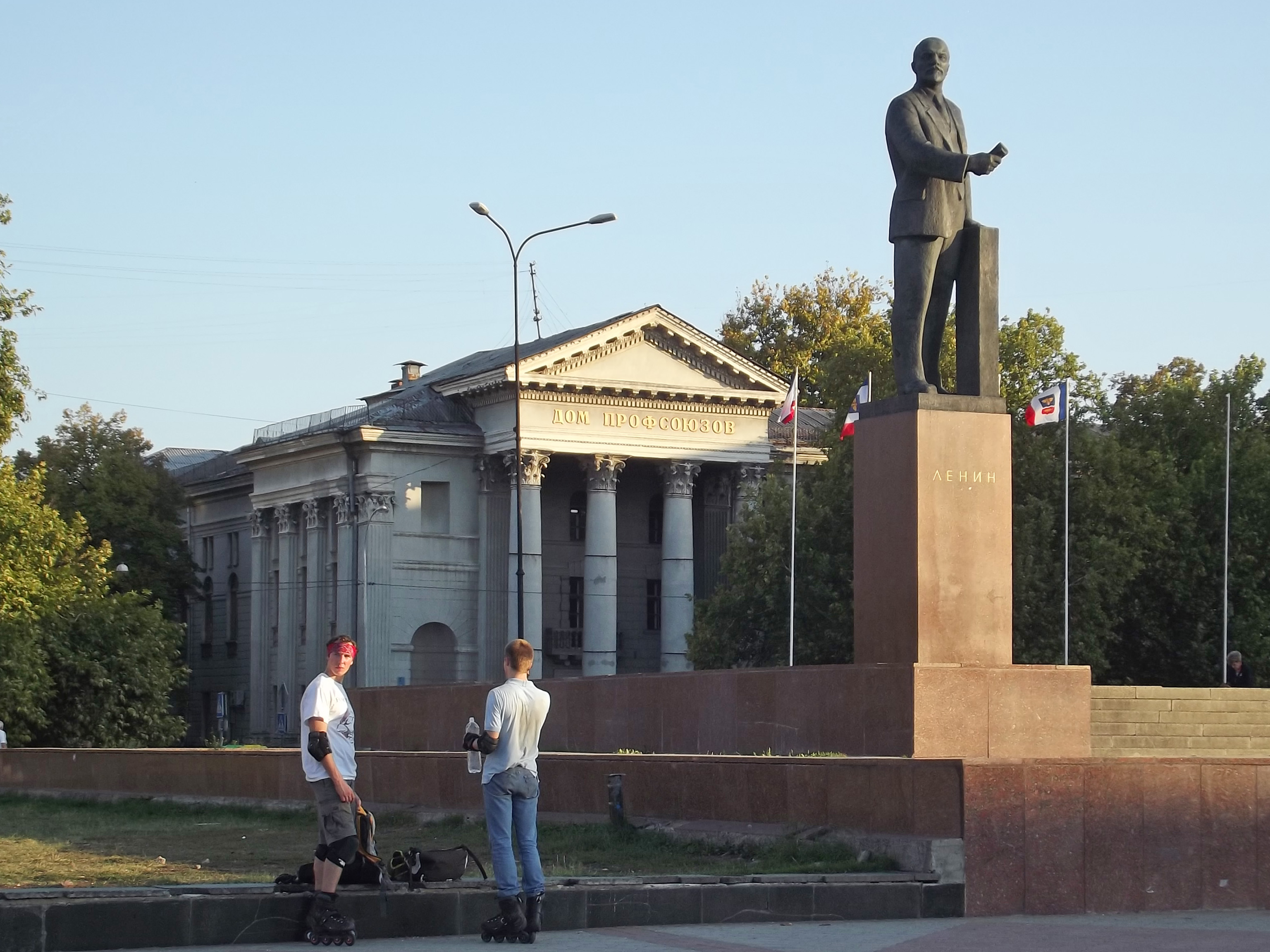
Statue de Lénine, place Lénine, devant la maison des Syndicats.

### Culte
- La cathédrale orthodoxe Saint-Alexandre-Nevski, consacrée en 1829, elle est détruite en 1930[6]. Une reconstruction est en cours depuis 2003.
- L'église collégiale orthodoxe Saints-Pierre-et-Paul.
- L'église orthodoxe des Trois-Saints.
- L'église orthodoxe Saint-Constantin-et-Sainte-Hélène.
- Le monastère orthodoxe de la Sainte-Trinité.
- La mosquée sunnite Kebir-Djami, fondée au XVIe siècle et reconstruite plusieurs fois après 1740.
- La synagogue Karaïte, datant de la fin du XIXe siècle.

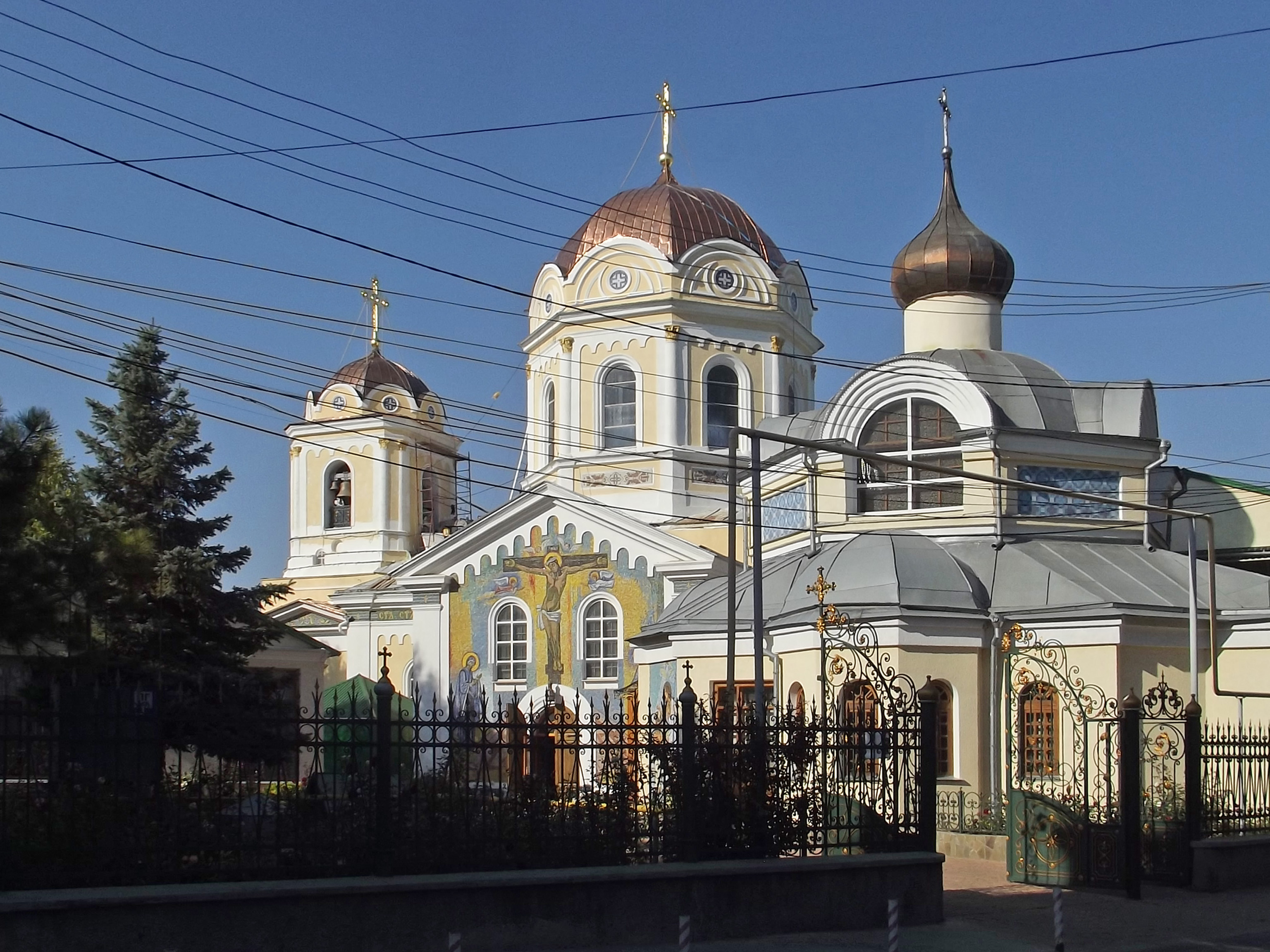
Vue de l'église du monastère de la Sainte-Trinité.
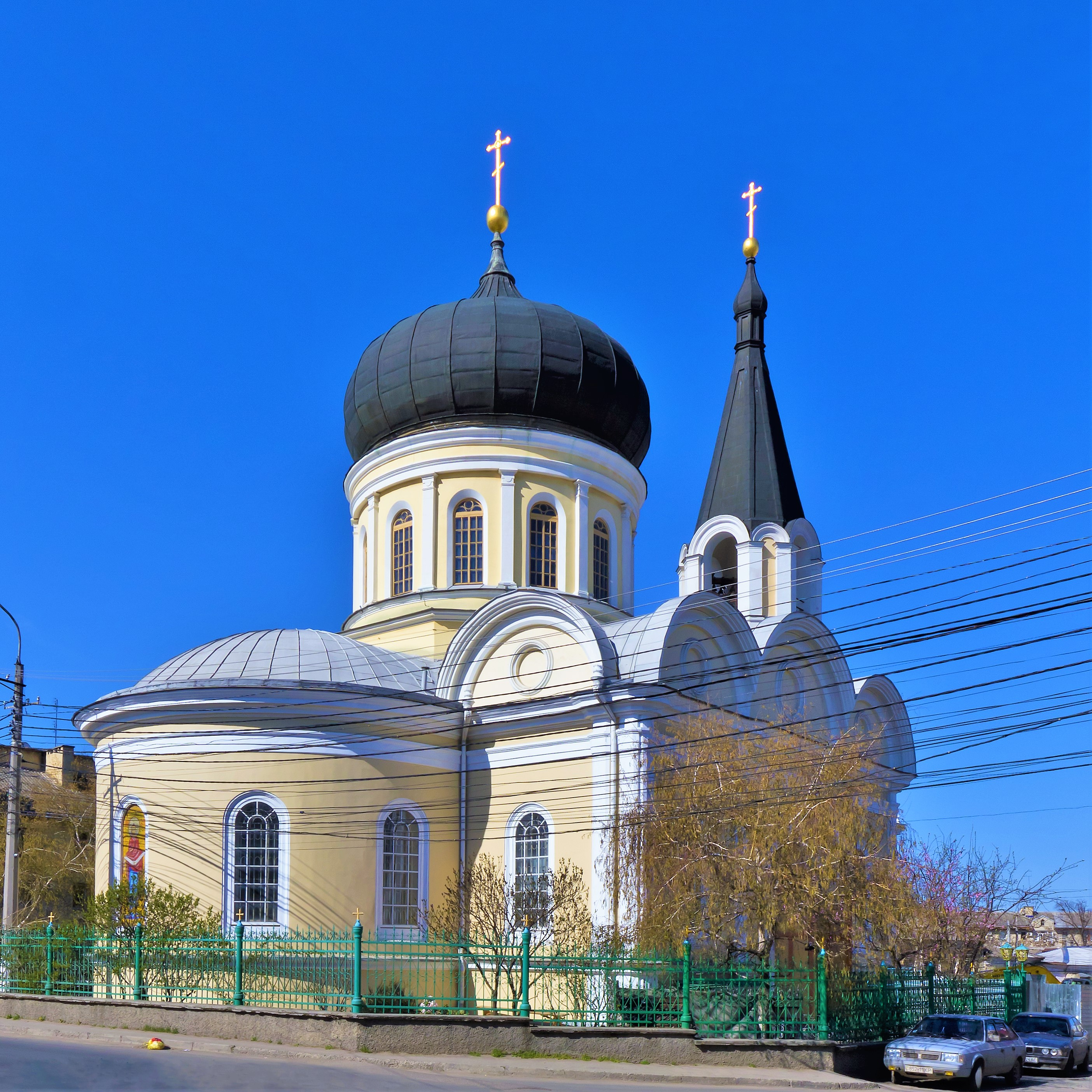
Vue de l'église collégiale Saints-Pierre-et-Paul.
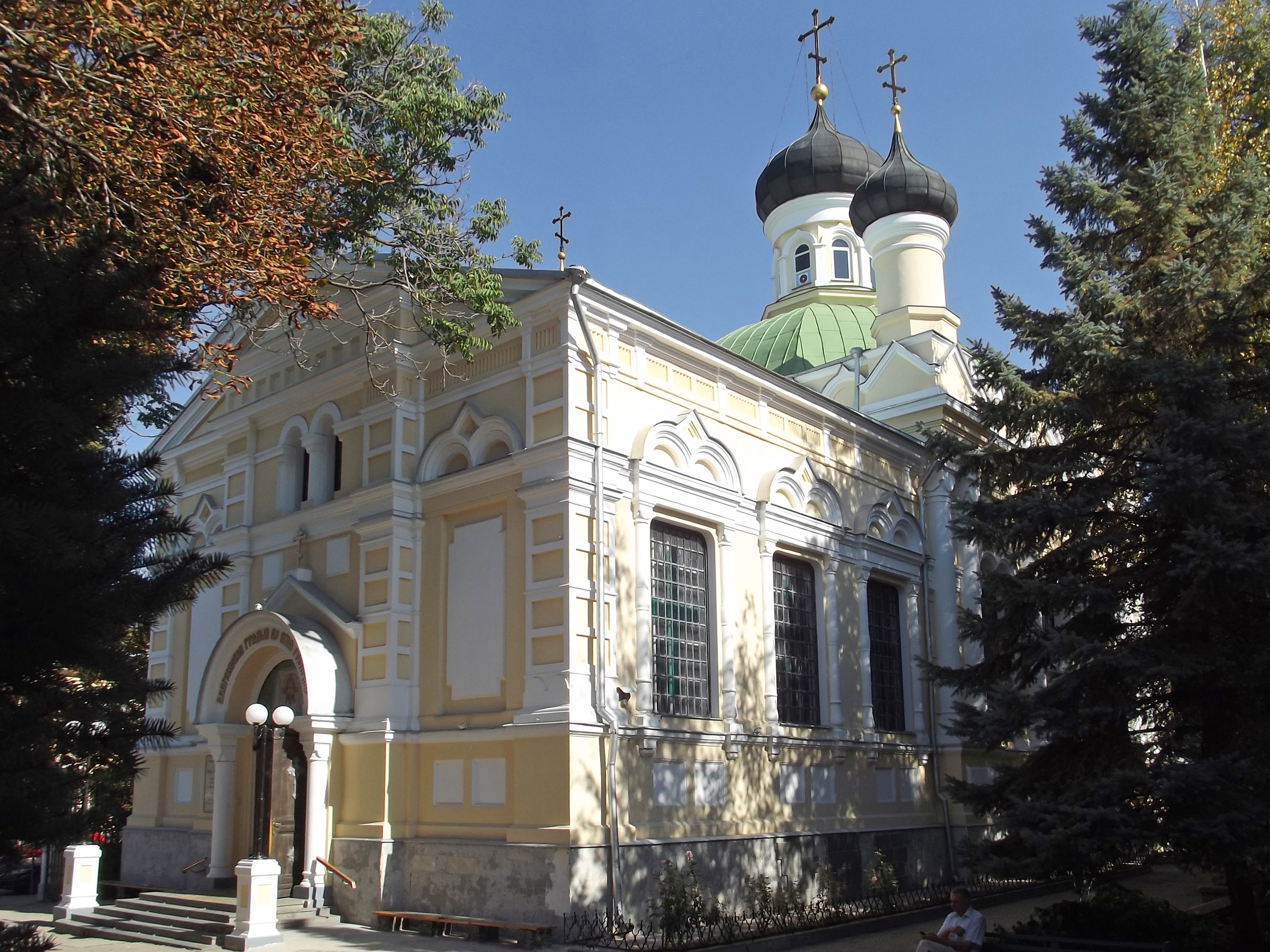
Entrée de l'église des Trois-Saints.
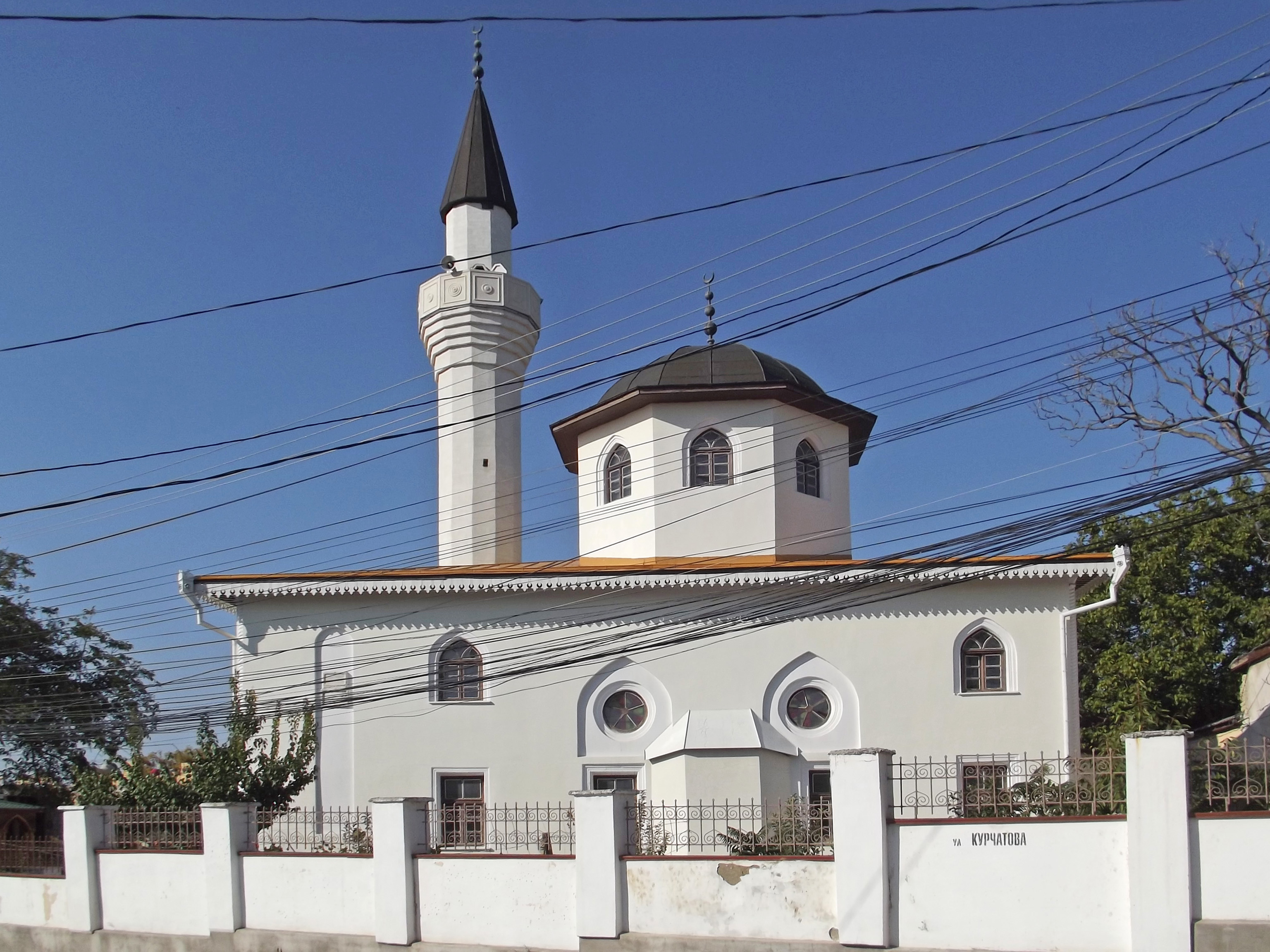
Mosquée Kebir-Djami.

### Culture
- Théâtre dramatique académique
- Théâtre de marionnettes
- Cinéma Simféropol
- Musée central de Tauride
- Musée ethnographique de Crimée
- Musée et chapelle du saint martyr Luc (Voïno-Iassenetski) (1877-1961)

### Sport
- Le stade Fiolent où joue le club de football Igroservis Simferopol.

## Personnalités
Personnalités nées à Simferopol :
- Max Alpert (1899-1980), photographe photojournaliste soviétique
- Oleksandr Usyk (1987-), boxeur ukrainien
- Lyudmyla Blonska (1977-), heptathlonienne ukrainienne
- Denis Bouriakov (1981-), flûtiste
- Boris Dolto (1899-1981), créateur de l'école française de kinésithérapie. Père du chanteur Carlos. Époux de Françoise Dolto.
- Paul Dussac (1886-1938), homme politique français
- Sheryf El-Sheryf (1988-), athlète ukrainien
- Alexandre Gladkov (1902-1969), militaire soviétique
- Anatoli Golovnya (1900-1982), directeur de la photographie soviétique
- Adolf Joffé (1883-1927), homme politique soviétique
- Alemdar Karamanov (1934-2007) compositeur
- Galina Grigorjeva (1962-), compositrice
- Sergueï Kariakine (1990-), joueur d'échecs
- Yana Klochkova (1982-), nageuse ukrainienne
- Yuri Manin (1937-2023), mathématicien
- Leonid Pilunsky (1947-2021), homme politique
- Alexeï Rétinski (1986 -), compositeur et artiste autrichien d'origine russo-ukrainienne
- Hanna Rizatdinova (1993 -) gymnaste ukrainienne
- Ekaterina Serebrianskaya (1977-), gymnaste ukrainienne
- Valery Sigalevitch (1950-), pianiste russe
- Alekseï Stepanov (1858-1923), peintre russe